# Kronau (Gemeinde Langenrohr)
Kronau ist eine Ortschaft und eine Katastralgemeinde der Marktgemeinde Langenrohr im Bezirk Tulln in Niederösterreich. Die Ortschaft hat 73 Einwohner (Stand 1. Jänner 2024).

## Geografie
Das kleine, südlich an der Donau-Au gelegene und über die Landesstraße L2148 erreichbare Dorf besteht nur aus einigen Gehöften und Einfamilienhäusern.

## Geschichte
Laut Adressbuch von Österreich waren im Jahr 1938 in Kronau ein Binder, ein Gastwirt und eine Gutsverwaltung ansässig. Zudem betrieb der Oest. Touringklub eine Fischerei.